# Imeľ
Imeľ (węg. Ímely) – wieś i gmina (obec) w powiecie Komárno w kraju nitrzańskim, w południowo-zachodniej Słowacji.

## Położenie
Leży w południowej części Niziny Naddunajskiej, na Równinie Naddunajskiej, pomiędzy ciekami Starej Nitry (na zachodzie) i Starej Žitavay (na wschodzie), ok. 5 km na północny zachód od Hurbanova.

## Historia
Teren wsi stanowi ważną lokalizację archeologiczną. Osadnictwo istniało tu już w neolicie. Poza tym stwierdzono cmentarzyska z kręgu kultury lateńskiej, z okresu rzymskiego i staromadziarskiego, a także ślady osadnictwa z XI-XII w. Sama wieś pierwszy raz wzmiankowana w 1312 roku, a następnie w roku 1404.
W 2011 roku populacja wynosiła 2054 osoby, około 42,7% mieszkańców stanowili Węgrzy, 54,8% Słowacy.
We wsi zachowało się sporo zabudowań mieszkalnych i gospodarczych z XIX w., wznoszonych tradycyjną techniką z gliny, z dwuspadowymi dachami krytymi trzciną.